# Arconaia lanceolata
Arconaia lanceolata е вид мида от семейство Unionidae. Видът не е застрашен от изчезване.

## Разпространение
Разпространен е в Китай.